# زمین‌لرزه روسیه
زمین‌لرزه روسیه ممکن است به یکی از موارد زیر اشاره داشته باشد:
- زمین‌لرزه آوریل ۱۹۲۳ روسیه
- زمین‌لرزه ۲۰۰۳ روسیه
- زمین‌لرزه ۱۹۲۳ روسیه
- زمین‌لرزه ۱۹۱۸ روسیه